# Draconarius pseudobrunneus
Draconarius pseudobrunneus là một loài nhện trong họ Amaurobiidae.
Loài này thuộc chi Draconarius. Draconarius pseudobrunneus được Jia-Fu Wang miêu tả năm 2003.